# Cool to Be You
Cool to Be You is het zesde studioalbum van de Amerikaanse punkband Descendents. Het album werd uitgegeven op 23 maart 2004 via het platenlabel Fat Wreck Chords. Het is het eerste nieuwe studioalbum sinds de uitgave van Everything Sucks (1996, Epitaph Records). Eerder in 2004 werd de ep 'Merican als voorproefje via Fat Wreck Chords.

## Nummers
1. "Talking" - 2:27
2. "Nothing with You" - 2:29
3. "She Don't Care" - 1:51
4. "'Merican" - 1:51
5. "Dog and Pony Show" - 2:28
6. "Blast Off" - 2:27
7. "Dreams" - 2:56
8. "Cool to Be You" - 2:24
9. "Maddie" - 3:06
10. "Mass Nerder" - 2:47
11. "One More Day" - 3:33
12. "Tack" - 2:21
13. "Anchor Grill" - 3:03
14. "Dry Spell" - 2:43

## Muzikanten
| Band - Karl Alvarez - basgitaar - Milo Aukerman - zang - Stephen Egerton - gitaar - Bill Stevenson - drums | Aanvullende muzikanten - Chad Price - achtergrondzang |